# باول إف. جورمان
باول إف. جورمان (بالإنجليزية: Paul F. Gorman)‏ هو عسكري أمريكي، ولد في 25 أغسطس 1927 في سيراكيوز في الولايات المتحدة.